# Анисимов, Виктор Васильевич

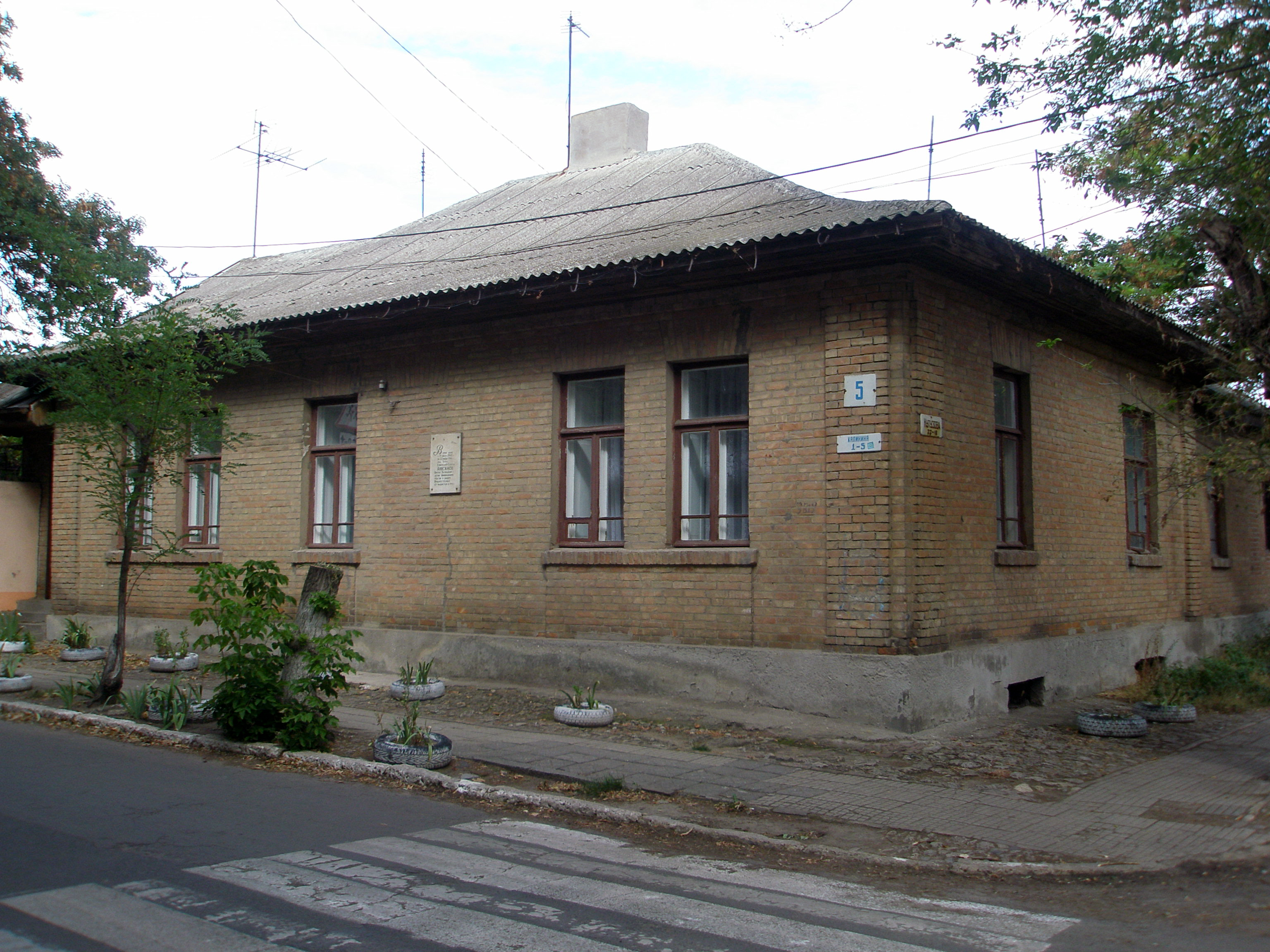
Дом, в котором жил Анисимов, Белгород-Днестровский

Ви́ктор Васи́льевич Ани́симов (15 [28] ноября 1912, Никольский хутор, Пензенская губерния — 30 июля 1941, Уманский район, Киевская область) — советский военный лётчик, участник Польского похода РККА, советско-финской и Великой Отечественной войн. В годы Великой Отечественной войны — командир эскадрильи 5-го скоростного бомбардировочного авиационного полка 21-й смешанной авиационной дивизии Южного фронта.
Герой Советского Союза (27 марта 1942; посмертно), капитан.

## Биография
Родился 15 (28) ноября 1912 года в посёлке Никольский Хутор (ныне — город Сурск Пензенской области) в семье рабочего. Русский.
Окончил неполную среднюю школу и школу ФЗУ. Работал помощником мастера на фабрике «Красный Октябрь».
В 1930 году окончил авиационную школу Гражданского воздушного флота (ГВФ) в Пензе, в том же году призван в ряды Красной Армии. В 1931 году окончил Одесскую военную авиационную школу пилотов, а в 1934 году — курсы командиров экипажей. Член ВКП(б) с 1938 года.
Участвовал в освободительном походе на Западную Украину 1939 года и в советско-финской войне 1939—1940 годов.
Участник Великой Отечественной войны с июня 1941 года. Сражался на Южном фронте.
Командир эскадрильи 5-го скоростного бомбардировочного авиационного полка (21-я смешанная авиационная дивизия, Южный фронт) капитан Виктор Анисимов в первые недели войны, несмотря на сильные противодействия вражеских зенитчиков и «мессеров», произвёл 15 боевых вылетов на бомбардировку аэродромов и скоплений войск противника в районах населённых пунктов Галац и Исакча (Румыния), рек Прут, Бельбеки.
30 июля 1941 года, выполняя очередное боевое задание командования по уничтожению танковой колонны противника в районе города Умань Черкасской области Украины, капитан Виктор Анисимов направил свой повреждённый и объятый пламенем самолёт на скопление танков и автомашин врага.
Указом Президиума Верховного Совета СССР «О присвоении звания Героя Советского Союза начальствующему и рядовому составу Красной Армии» от 27 марта 1942 года
за образцовое выполнение боевых заданий Командования на фронте борьбы с немецкими захватчиками и проявленные при этом отвагу и геройство

капитану Анисимову Виктору Васильевичу посмертно присвоено звание Героя Советского Союза.

## Награды
- Медаль «Золотая Звезда» Героя Советского Союза (27.03.1942)
- Орден Ленина
- Орден Красного Знамени

## Память
- Похоронен в братской могиле в селе Ладыжинка Уманского района Черкасской области Украины.
- В городе Сурске:

- имя Героя носят улица и школы;
- в городском сквере, в честь В. В. Анисимова, установлен памятник;
- на фабрике «Красный Октябрь», в школе, где учился, и на доме, где жил, Герою установлены мемориальные доски.

- В Белгороде-Днестровском:

- имя Анисимова носит улица;
- на доме, в котором он жил с 19 июля 1940 года по 22 июня 1941-го, установлена мемориальная доска.